# Борнейский хохлатый змееяд
Борнейский хохлатый змееяд (лат. Spilornis kinabaluensis) — вид хищных птиц из рода хохлатых змееядов семейства ястребиных.

## Описание

### Внешний вид
Птица средних размеров. Длина тела взрослой особи достигает от 51 до 58 см, размах крыльев — от 118 до 129 см. Самки несколько крупнее самцов. Голова относительно большая, с пушистым «хохолком» на затылке.
Оперение коричневое. Спина и крылья темнее груди и брюха, однако заметно светлее, чем голова и хвост. На голове, в районе хохолка, часто виднеется белое пятно. Пятна есть также на животе, внутренней стороне крыльев и, частично, на груди. На хвосте и крыльях имеется широкая поперечная светлая полоса. Кончики маховых и рулевых перьев тоже светлые.
Все неоперённые части тела (ноги, восковица, радужка глаз, а также передняя часть головы) — жёлтые.
В целом очень похож на хохлатого змееяда, но S. kinabaluensis крупнее, темнее, имеет более отчётливую полосу на хвосте и более длинные крылья.
Птенцы не описаны, однако, вероятно, похожи на птенцов S. cheela.

### Голос
Крик имеет несколько вариаций. Может представлять собой пронзительное протяжное «хиии» или состоять из нескольких достаточно мягких «куи-куи-куи», за которыми следует более низкое «ееле».

## Таксономия
Ранее, как и другие представители рода, считался подвидом хохлатого змееяда. В данный момент выделен в отдельный монотипический вид.

## Распространение
Является эндемиком Борнео, в честь которого дано название вида. Причём обитает исключительно в северном и центральном горных районах данного острова. Несмотря на то, что ареал очень мал, он охватывает 3 страны: Бруней, штаты Сабах и Саравак в Малайзии, а также Индонезийский Калимантан. Предполагается, что территория обитания может быть несколько больше, так как в 2007 году были замечены 5 особей на горе Меньяпа, находящейся в центральной части Борнео.
В этих местах обитает подвид родственного ему хохлатого змееяда — S. cheela pallidus, однако последний предпочитает предгорные низменности, в то время как борнейский змееяд встречается чаще всего на высоте 750–2900 м. 
Обитает преимущественно в вечнозелёных лесах.

## Биология
Питание похоже на таковое у S. cheela. Среди прочего, охотится на змей и ящериц.
О размножении практически ничего не известно, однако оперившиеся птенцы были замечены в начале ноября.

## Охранный статус
Популяция невелика и оценивается в 2500-10000 особей, причём их численность сокращается. Вместе с тем возможно, что количество особей данного вида несколько больше, чем принято считать, так как районы его обитания в целом мало изучены.
В 2016 году Международный союз охраны природы дал статус уязвимого вида.
Основной угрозой для вида являются разрушение, деградация и дефрагментация ареала: в пригорных районах ведётся активная вырубка лесов, в первую очередь для расчистки земель под сельскохозяйственные угодья. 
На территории обитания борнейского змееяда находится несколько национальных парков: Мулу, Кинабалу (национальный парк), Улу-Тембуронг и Пулонг Тау.
Включён в Приложение II СИТЕС.